# Politiefiets

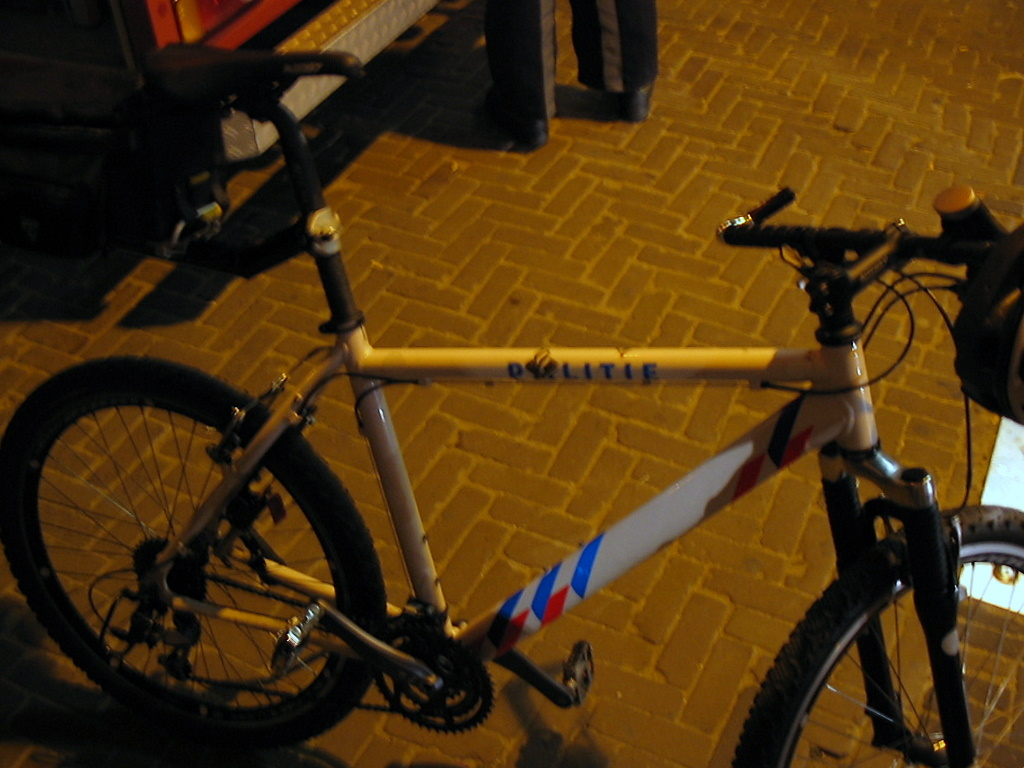
Politiefiets

Een politiefiets is een rijwiel dat wordt gebruikt als politievoertuig. De wendbaarheid van deze voertuigen op drukke trottoirs en de mogelijkheid smalle doorgangen te benutten bieden voordelen ten opzichte van andere voertuigen. Op de fiets surveillerende politieagenten zijn geregeld te zien in stadscentra en andere plaatsen waar veel mensen bijeen zijn zoals evenementen. In de eerste helft van de twintigste eeuw, voor de massa-motorisering, was de 'dienstfiets' in veel landen het meest gebruikte vervoermiddel voor de doorsnee politieman. Het was een degelijk uitgevoerd zwart rijwiel. De fietsen die sinds het laatste kwart van de vorige eeuw bij de politie in gebruik zijn vaak van het type mountainbike.
Het gebruik van de fiets in plaats van een politieauto zorgt ervoor dat politieagenten makkelijker benaderbaar zijn, vooral in gebieden met weinig criminaliteit. Fietsen kunnen ook ingezet worden om de mobiliteit en bereik van patrouilles te voet te vergroten. De politiefiets is ook effectief bij criminaliteitsbestrijding in dichtbevolkte stedelijke gebieden. De fietsen werken bijna geruisloos en veel criminelen realiseren zich niet dat een op de fiets naderend persoon eigenlijk een politieagent is. Als de crimineel te voet tracht te ontkomen kan de fietsende agent zijn snelheidsvoordeel benutten, en kan tegelijkertijd snel afstappen indien nodig. Het gebruik van de politiefiets in plaats van een politieauto is bovendien beter voor het milieu.
In 1896 kocht de politie van Kent in het Verenigd Koninkrijk twintig fietsen. De fiets werd vanaf het begin van de 20e eeuw steeds meer gebruikt, en werd uiteindelijk vooral in landelijke gebieden zeer gewoon. Aan het eind van de eeuw werd de fiets in stedelijk gebied steeds meer gebruikt, omdat de bewegingsvrijheid van de auto steeds meer beperkt werd door verkeersopstoppingen en autovrije gebieden.
Gedurende een lange periode in de twintigste eeuw maakte de Nederlandse politie gebruik van een degelijke dienstfiets, die nauwelijks verschilde van het gewone rijwiel zoals gebruikt in het alledaagse verkeer. Begin jaren 1990 kwam in het centrum van Amsterdam en vervolgens ook in de andere grote steden de surveillance per mountainbike of ATB op.
Enkele fabrikanten produceren rijwielen die uitsluitend zijn gemaakt voor gebruik door politieagenten.